# الزيادة والإحسان في علوم القرآن (كتاب)
كتاب الزيادة والإحسان في علوم القرآن، هو كتاب لجمال الدين محمد بن أحمد بن سعيد بن مسعود المشتهر والده بعقيلة المكي الحنفي.
والكتاب يتكلم في موضوع علوم القرآن، ويعد الكتاب أوسع موسوعة في علوم القرآن على الإطلاق؛ لأنه اشتمل على الأنواع التي ذكرها الزركشي في برهانه، والسيوطي في إتقانه، وزاد على ما يقارب الضعف. فالأنواع التي ذكرها الزركشي بلغت ثمانية وأربعين نوعا، والتي ذكرها السيوطي بلغت ثمانين نوعا. أما ما ذكره ابن عقيلة المكي في «الزيادة والإحسان» فقد بلغت مائة وأربعة وخمسين نوعا، وبذلك يكون قد جمع ابن عقيلة في كتابه جميع موضوعات علوم القرآن التي ذكرها السابقون في كتبهم وزاد عليها. فلذا يعتبر كتابه أكبر موسوعة في علوم القرآن إلى الآن.
والكتاب في علوم القرآن وقد عرفها محمد عبد العظيم الزرقاني فقال: «مباحث تتعلق بالقرآن الكريم من ناحية نزوله وترتيبه وجمعه وكتابته وقراءته وتفسيره وإعجازه وناسخه ومنسوخه ودفع الشبه عنه ونحو ذلك».
وقد احتوى الكتاب على 154 علما من علوم القرآن، فالكتاب يعد من أكبر الموسوعات عن علوم القرآن، ومن أنواع العلوم التي ذكرها: معرفة المكي والمدني، معرفة الحضري والسفري، معرفة النهاري والليلي، والصيفي والشتائي، والفراشي والنومي، وما تكرر نزوله، وما تأخر حكمه عن نزوله، وفي المتواتر، وفي المشهور، وغير ذلك.

## مؤلفه
هو جمال الدين محمد بن أحمد بن سعيد بن مسعود المشتهر والده بعقيلة المكي الحنفي، يكنى أبا عبد الله، محدث الحجاز ومسنده في عصره.
نشأ ابن عقيلة في مكة، وقد أتاحت له تلك النشأة كثرة الشيوخ وعلو السند، ولا شك أنه قد استفاد كثيراً من العلماء الذين لا ينفكون عن الذهاب إلى مكة لأداء الحج والعمرة، والاستقرار بها، وقد رحل ابن عقيلة إلى بلاد كثيرة كان من أبرزها الشام والعراق، وكان له خلالها جهد في التعليم والتدريس إلى أن استقر به المقام في آخر حياته بمكة، يدل عليه أملاكه المنسوبة إليه في مكة والتي من أبرزها الدار الشهيرة بالعقيلية.

## موضوع الكتاب
الكتاب في علوم القرآن الكريم، وقد احتوى على 154 علما من علوم القرآن، فالكتاب يعد من أكبر الموسوعات عن علوم القرآن، ومن أنواع العلوم التي ذكرها: معرفة المكي والمدني، معرفة الحضري والسفري، معرفة النهاري والليلي، والصيفي والشتائي، والفراشي والنومي، وما تكرر نزوله، وما تأخر حكمه عن نزوله، وفي المتواتر، وفي المشهور، وغير ذلك.

## علوم القرآن
الكتاب في علوم القرآن وقد عرفها محمد عبد العظيم الزرقاني فقال: "مباحث تتعلق بالقرآن الكريم من ناحية نزوله وترتيبه وجمعه وكتابته وقراءته وتفسيره وإعجازه وناسخه ومنسوخه ودفع الشبه عنه ونحو ذلك".

## الكتب المؤلفة في علوم القرآن
1. مناهل العرفان في علوم القرآن للشيخ محمد عبد العظيم الزرقاني.
2. المدخل لدراسة القرآن الكريم: للدكتور/ محمد محمد أبو شهبة.
3. مباحث في علوم القرآن: للدكتور/ صبحي الصالح.
4. مباحث في علوم القرآن للشيخ مناع القطان.
5. التبيان لبعض المباحث المتعلقة بالقرآن على طريقة الإتقان: تأليف الشيخ طاهر الجزائري.
6. لمحات في علوم القرآن تأليف الشيخ محمد الصباغ.
7. علوم القرآن للدكتور عدنان زرزور.
8. المنار في علوم القرآن للدكتور محمد علي الحسن.
9. مدخل إلى علوم القرآن والتفسير للدكتور فاروق حمادة.
10. علوم القرآن والحديث للشيخ أحمد محمد علي داود.
11. من علوم القرآن: للدكتور فؤاد علي رضا.
12. التبيان في علوم القرآن: للدكتور القصبي محمود زلط.[5]